# Владислав Хом'як

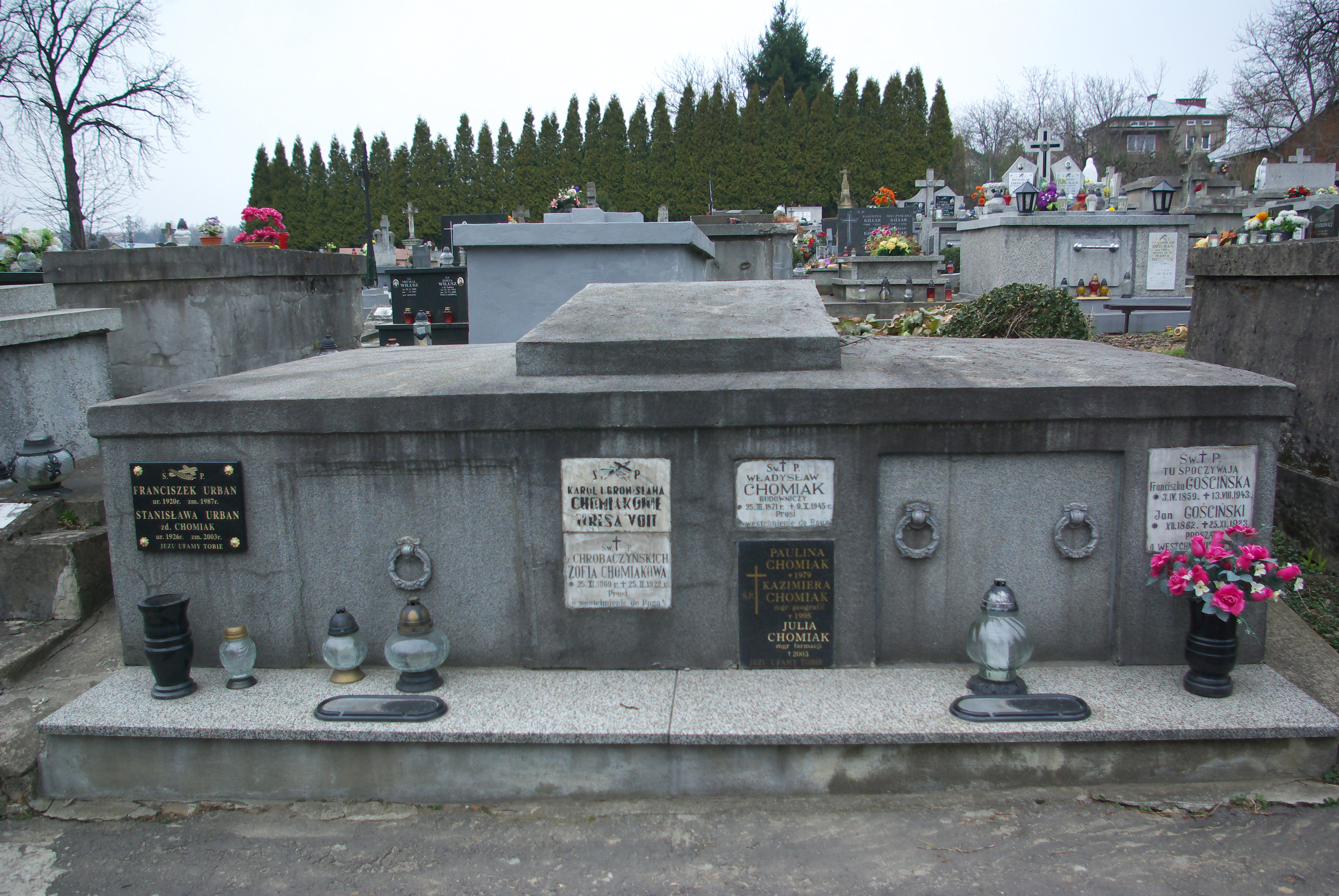
Гробниця родини Хом'яків

Владислав Хом'як (пол. Władysław Chomiak, 25 березня 1871 або 1872 — 9 жовтня 1945 Сянок) — польський будівельник, радний міста Сянок.

## Біографія
Владислав Хом'як народився 25 березня 1871 року або 1872 року в Перемишлі у родині Яна та Емілії Павловичів.
Був каменярем. Пізніше став будівельним підрядником. Керував заводом по вул. Юліуша Словацького 38. Там же побудував дерев’яний будинок, а потім до 1924 року побудував віллу, яку назвав Будинок Юлії (на честь молодшої доньки).
Серед його проєктних та будівельних робіт були:
- Церква св. Миколая Єпископа та св. Йосифа у Грабівниці Старженській. Будівля була зведена в 1913-1926 роках. Плани будівництва склали Владислав Хом'як та інженер Сянок Вільгельм Шомек[5]. Церква входить до списку історичних будівель.
- Будинок польського солдата. Владислав Хом'як зробив безкоштовне архітектурне проєктування будівлі, спорудженої в 1924–1928 роках[6].
- Церква Найсвятішого Серця Ісуса в Сяноку. План будівлі був підготовлений та побудований Владиславом Хомяком[7]. Будівництво було завершено в 1931 році.
- Будинок робітників у Посаді з 1926 року (документація та будівництво)[8][9].
- Проєкт надбудови житлового будинку по вул. Яна III Собеського 12 (тоді № 8) з 1927 року[10].

Був активним в Асоціації ремісників і промисловців «Родина» в Сяноку, в якій в 1906 році став членом ревізійної комісії, в 1907 році секретарем відділу, а в 1911, 1912 роках начальником відділу. Обіймав посаду заступника радника з 1910 року. Також обіймав мандат міського радника в Сяноку під час Другої Польської Республіки.
У 1912 році діючи в почутті особистої образи з передбачуваним наклепом з боку редактора «Народного тижневика» Станіслава Бочарського, спершу подав позов проти нього. А потім передбачивши неефективність позову, відкликав його і ударив Бочарського, вважаючи, що це задовольнить раніше згадувану образу. Після чого публічно оголосив про це у своїй прес-заяві в «Тижневику Сяноцької Землі».
Владислав Хом'як до 1911 року став вдівцем після Марії з родини Червіньських. 28 січня 1911 року повторно одружився з Пауліною з дому Госцинських. Помер 9 жовтня 1945 року в Сяноку. Поховали в сімейній гробниці на кладовищі на вул. Римановській в Сяноку. Члени його родини були поховані разом з ним: дружина Поліна (1889-1979), дочка Казимира (1913-1995, вчитель географії), Юлія (1926-2003, провізор), Кароль, Броніслава та Зофія. У нього також були діти: сини Луциан (1917 р.н.), Тадеуш (1923 р.н.), дочка Станіслава (1920 р.н.)